# Berengaria av León
Berengaria av León, född 1204, död 1237, var latinsk kejsarinna av Konstantinopel, gift 1224 med kejsar Johan av Brienne.